# علم الصيدلة الحيوية

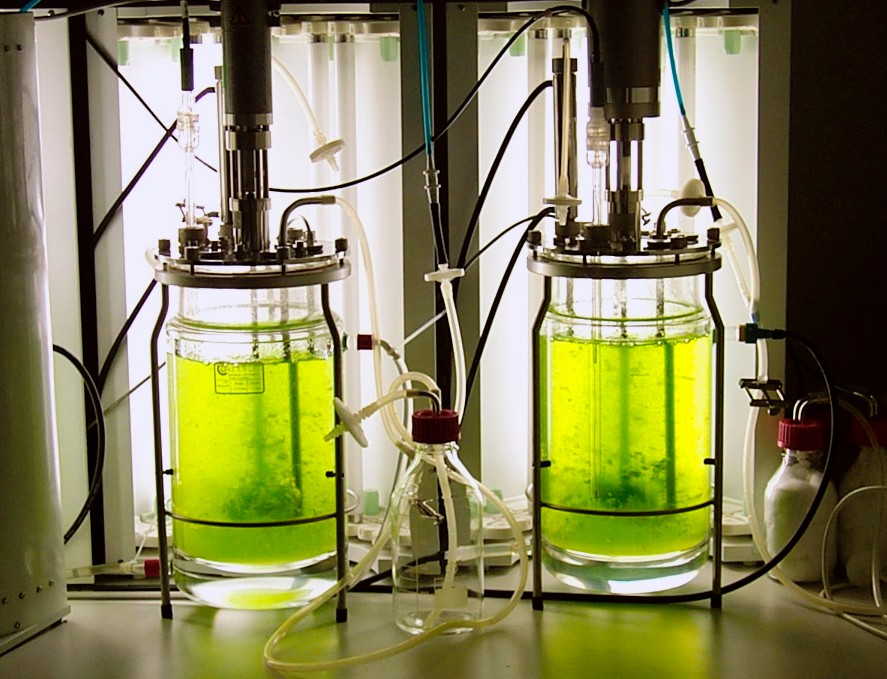

علم الصيدلة الحيوية (بالإنجليزية: Biopharmacology)‏ هو فرع من فروع علم الصيدلة الذي يهتم بدراسة الأدوية التي تنتج بواسطة التقنية الحيوية (الأدوية الحيوية) (بالإنجليزية: Biopharmaceuticals)‏.